# John Lill
John Lill (* 17. März 1944 in London Borough of Waltham Forest) ist ein englischer Pianist.

## Leben
Lill studierte am Royal College of Music und bei Wilhelm Kempff. Sein Talent zeigte sich früh, bereits im Alter von neun Jahren trat er öffentlich auf. Mit 18 Jahren bot er Rachmaninows 3. Klavierkonzert unter Sir Adrian Boult dar. Dem folgte 1963 ein gefeiertes Debüt mit Beethovens Klavierkonzert Nr. 5 in der Royal Festival Hall. 1970 gewann er den Internationalen Tschaikowsky-Wettbewerb von Moskau. Lill machte zahlreiche Aufnahmen, darunter die gesamten Klavierkonzerte von Beethoven, Brahms und Rachmaninow sowie sämtliche Klaviersonaten von Beethoven und Prokofjew.
Lill spielte in mehr als fünfzig Ländern, sowohl mit Rezitalen als auch als Konzertsolist. Er arbeitete in den wichtigen europäischen Städten, einschließlich Amsterdam, Berlin, Paris, Prag, Rom, Stockholm und Wien, wie auch in Russland, dem Fernen Osten und Australasien (mit mehreren Australian-Broadcasting-Corporation-Tourneen). Zudem trat er in den Vereinigten Staaten mit den Symphonieorchestern von Cleveland, New York City, Philadelphia, Dallas, Seattle, Baltimore, Boston, Washington, D.C. und San Diego auf.
Sein Repertoire umfasst mehr als siebzig Konzerte, er wird insbesondere als führender Beethoven-Interpret angesehen, dessen vollständigen Sonatenzyklus er bei mehreren Anlässen in England, den USA und in Japan spielte. In England war er bei mehr als 30 Proms dabei und tritt regelmäßig mit den großen Symphonieorchestern auf. Er reiste mit der London Symphony, den Londoner Philharmonikern, dem BBC Symphony Orchestra, dem der Stadt Birmingham, dem Hallé-Orchester, dem Royal Scottish National Orchestra und dem BBC Scottish Symphony Orchestra.
Lill nahm für die Deutsche Grammophon, EMI (die gesamten Beethoven-Klavierkonzerte mit RSNO und Gibson) und ASV (beide Brahms-Konzerte mit Hallé und Loughran) auf sowie die gesamten Beethoven-Sonaten und Tschaikowsky I mit dem LSO und Judd. Kürzlich spielte er die gesamten Prokofjew-Sonaten für ASV Records ein. Seine neueren Aufnahmen der gesamten Beethoven-Bagatellen und -Klavierkonzerte mit dem CBSO und Weller sind erhältlich bei Chandos Records. Mit dem Royal Philharmonic Orchestra und Vernon Handley nahm er Malcolm Arnolds Fantasy on a Theme of John Field (gewidmet John Lill) für Conifer auf. Weiterhin fertigte er Aufnahmen aller Rachmaninow-Konzerte und seiner wichtigsten Solostücke für Klavier für Nimbus Records. Die neuesten Einspielungen sind Klavierwerke von Schumann für Pleasure Label zu seinem 60. Geburtstag und neue Veröffentlichungen von Signum von Schumann, Brahms und Haydn.
Im Jahr 2000 erlitt er eine Verletzung beider Hände bei einem versuchten Raubüberfall. Die Verletzungen an den Sehnen waren jedoch nicht schwerwiegend. Lill erholte sich bald und konnte seine Karriere fortsetzen. Er lebt in London.

## Ehrungen
- Aufnahme in den Order of the British Empire (1978)[6]
- Commander des Order of the British Empire (2005)